# Racing Club de Lens 1982-1983
Questa voce raccoglie le informazioni riguardanti il Racing Club de Lens nelle competizioni ufficiali della stagione 1982-1983.

## Maglie e sponsor
Lo sponsor tecnico per la stagione 1982-1983 è Adidas, mentre lo sponsor ufficiale è Europe 1.
| Manica sinistra · Manica sinistra · Maglietta · Maglietta · Manica destra · Manica destra · Pantaloncini · Pantaloncini · Calzettoni · Calzettoni |

## Rosa
| N. |                    | Ruolo | Calciatore        |
| -- | ------------------ | ----- | ----------------- |
|    | Francia (bandiera) | P     | Francis Hédoire   |
|    | Francia (bandiera) | P     | Gaëtan Huard      |
|    | Francia (bandiera) | D     | Jean-Pierre Bade  |
|    | Francia (bandiera) | D     | Michel Catalano   |
|    | Francia (bandiera) | D     | Éric Dewilder     |
|    | Francia (bandiera) | D     | Hervé Flak        |
|    | Francia (bandiera) | D     | Gilles Gallou     |
|    | Francia (bandiera) | D     | Francis Gillot    |
|    | Francia (bandiera) | D     | Pascal Le Provost |
|    | Francia (bandiera) | D     | Didier Sénac      |
|    | Francia (bandiera) | D     | Alain Tirloit     |
|    | Francia (bandiera) | C     | Daniel Krawczyk   |

| N. |                    | Ruolo | Calciatore          |
| -- | ------------------ | ----- | ------------------- |
|    | Francia (bandiera) | C     | Daniel Leclercq     |
|    | Francia (bandiera) | C     | Jean-Claude Pagal   |
|    | Francia (bandiera) | C     | Pascal Peltier      |
|    | Francia (bandiera) | C     | Philippe Piette     |
|    | Francia (bandiera) | C     | Philippe Vercruysse |
|    | Francia (bandiera) | A     | François Brisson    |
|    | Polonia (bandiera) | A     | Roman Ogaza         |
|    | Francia (bandiera) | A     | Claude Query        |
|    | Francia (bandiera) | A     | Georges Tournay     |
|    | Francia (bandiera) | A     | Daniel Xuereb       |
|    | Islanda (bandiera) | A     | Teitur Þórðarson    |

## Statistiche

### Andamento in campionato
| Giornata  | 1 | 2 | 3 | 4 | 5 | 6 | 7 | 8 | 9 | 10 | 11 | 12 | 13 | 14 | 15 | 16 | 17 | 18 | 19 | 20 | 21 | 22 | 23 | 24 | 25 | 26 | 27 | 28 | 29 | 30 | 31 | 32 | 33 | 34 | 35 | 36 | 37 | 38 |
| --------- | - | - | - | - | - | - | - | - | - | -- | -- | -- | -- | -- | -- | -- | -- | -- | -- | -- | -- | -- | -- | -- | -- | -- | -- | -- | -- | -- | -- | -- | -- | -- | -- | -- | -- | -- |
| Luogo     | C | C | T | C | T | C | T | C | T | C  | T  | C  | T  | C  | T  | C  | T  | C  | T  | T  | C  | T  | C  | T  | C  | T  | C  | T  | C  | T  | C  | T  | C  | T  | C  | T  | C  | T  |
| Risultato | V | N | V | V | N | V | P | V | N | V  | P  | V  | P  | N  | V  | V  | N  | V  | P  | P  | V  | P  | V  | P  | P  | P  | V  | P  | V  | P  | V  | N  | V  | N  | V  | P  | N  | V  |
| Posizione | 6 | 6 | 4 | 2 | 1 | 1 | 2 | 2 | 3 | 3  | 3  | 3  | 3  | 3  | 3  | 3  | 3  | 3  | 3  | 3  | 3  | 3  | 3  | 3  | 4  | 6  | 5  | 5  | 5  | 6  | 5  | 5  | 5  | 5  | 4  | 5  | 5  | 4  |

Fonte:  France » Ligue 1 1982/1983 » Schedule, su worldfootball.net.
Legenda:

Luogo: C = Casa; T = Trasferta. Risultato: V = Vittoria; N = Pareggio; P = Sconfitta.